# Facultatea de Drept a Universității „Alexandru Ioan Cuza” din Iași
Facultatea de Drept a Universității „Alexandru Ioan Cuza” din Iași este o facultate care face parte din cadrul Universității „Alexandru Ioan Cuza” din Iași. Scopul acestei facultăți este realizarea unei educații juridice de nivel academic. Aceasta este cea mai veche facultate de drept din România. A fost fondată la 6 octombrie 1855.

## Conducerea facultății
- Conf. Univ. Dr. Ioana Maria Costea (2020 - prezent)
- Conf. Univ. Dr. Septimiu Panainte (2016-2020)
- Prof. Univ. Dr. Tudorel Toader(2004-2016)